# Ehrenmal für die Opfer des Faschismus (Neustrelitz)

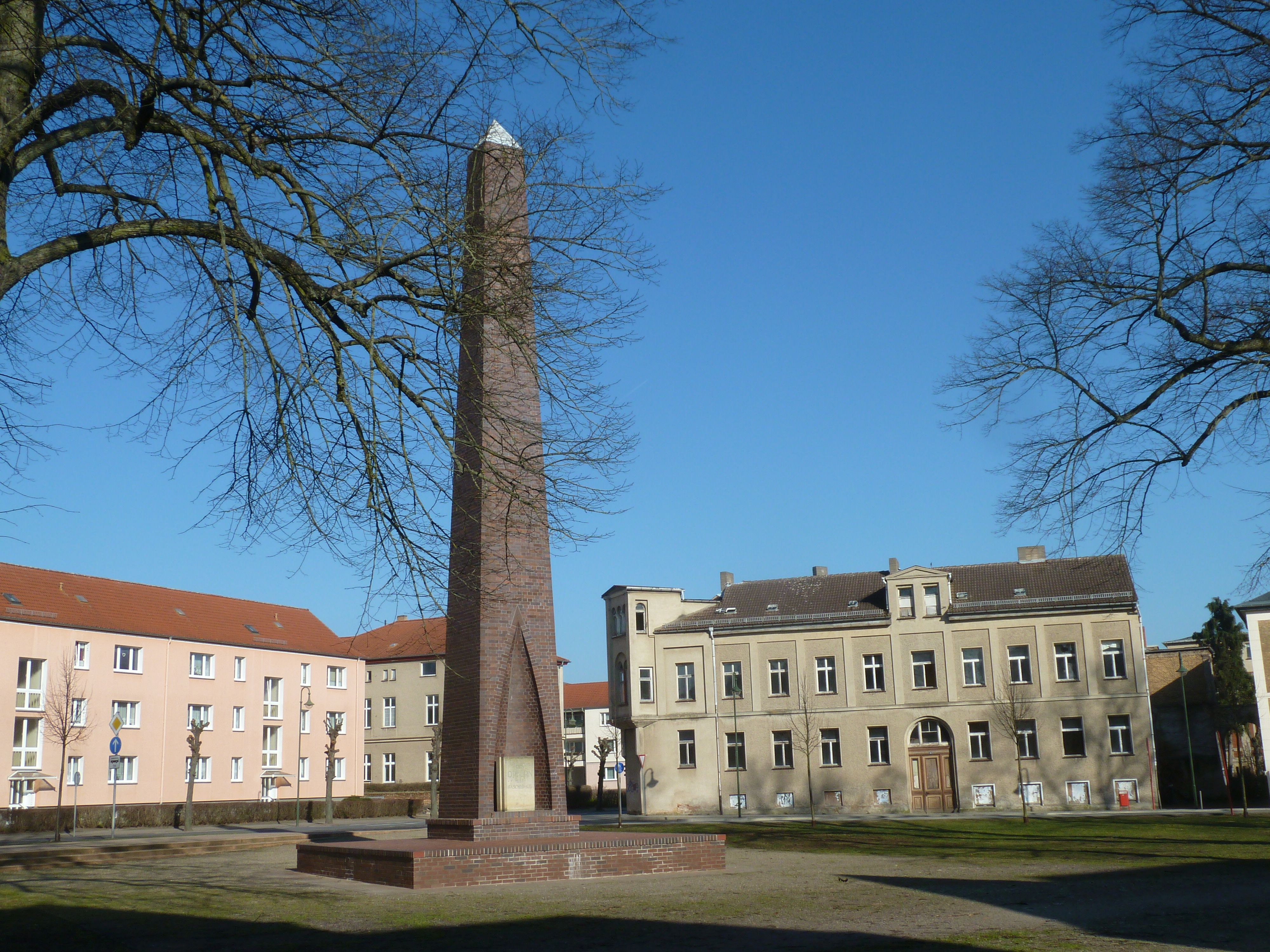
Das Ehrenmal für die Opfer des Faschismus in Neustrelitz im Februar 2015

Das Ehrenmal für die Opfer des Faschismus in Neustrelitz (Mecklenburg-Vorpommern), Marienstraße / Friedrich-Wilhelm-Straße am Bahnhof, wurde 1949 aufgestellt.
Das Ehrenmal steht unter Denkmalschutz.

## Geschichte
Auf dem dreieckigen Platz beim Bahnhof stand zuvor das 1899 errichtete Landes-Krieger-Denkmal 1870–1871 für die im Deutsch-Französischen Krieg gefallenen Angehörigen des Mecklenburgischen Grenadierregiments Nr. 89. Dessen vom Berliner Bildhauer Martin Wolff geschaffene Bronzegruppe wurde 1943 im Zweiten Weltkrieg demontiert und für die Rüstung eingeschmolzen, der Sockel des Denkmals wurde 1946/47 entfernt.
Das Mahnmal für die Opfer des Faschismus wurde 1949 als viereckiger 20 m hoher Obelisk aus hartgebrannten dunklen Ziegeln auf einer getreppten quadratischen Sockelplatte und mit einer Metallspitze errichtet und am 11. September 1949 eingeweiht. In einer spitzbogigen Nische befindet sich eine Inschrifttafel: „DEN OPFERN DES FASCHISMUS“. Die Tafel musste nach Zerstörung 1997 erneuert werden. An Gedenktagen wird an dieser Stelle der Befreiung vom Nationalsozialismus, der Verfolgten und der Opfer dieser Zeit gedacht.
In Neustrelitz befinden sich weitere ähnliche Erinnerungsstätten:
- der Sowjetische Militärfriedhof als Ehrenfriedhof, Hertelstraße 11a am Schlosspark
- die Gedenktafel auf dem Friedhof Neustrelitz für Bernhard Schwentner (1891–1944), Pfarrer und Antifaschist
- der Jüdische Friedhof